# Cissa (Sussex)

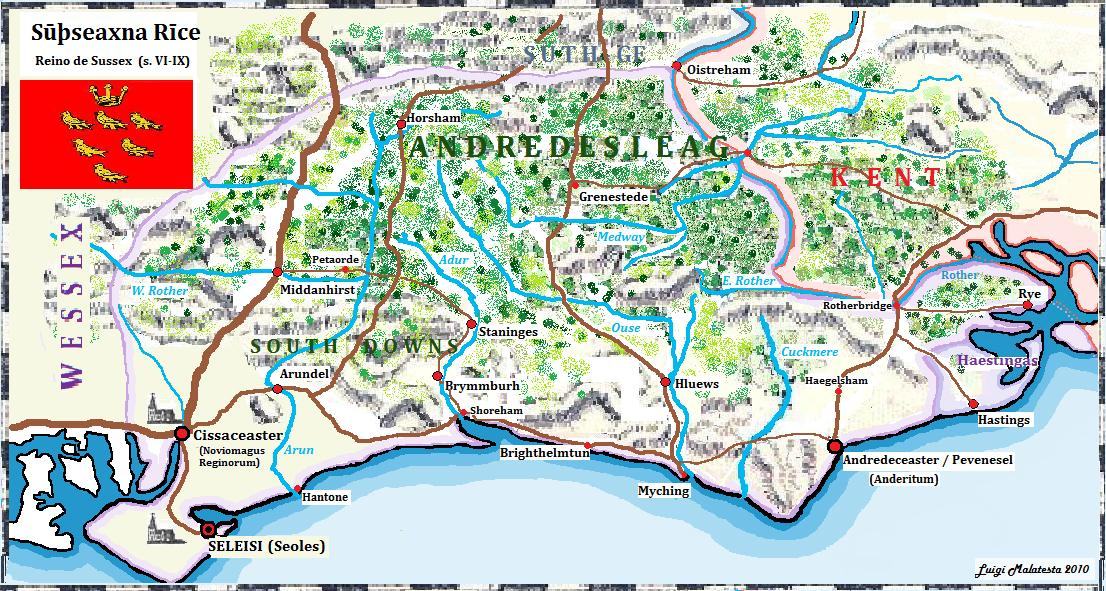
Sussex in angelsächsischer Zeit

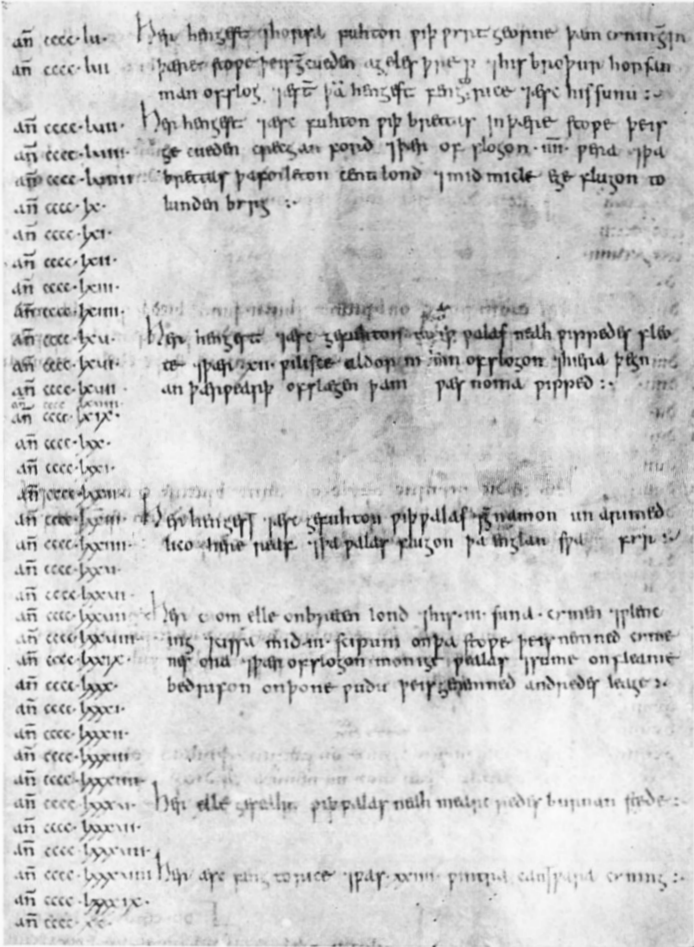
Eine Seite des Parker Chronicle (A-Manuskript der Angelsächsischen Chronik), in der Cissa erwähnt wird

Cissa gilt als früher, möglicherweise nur fiktiver König des angelsächsischen Königreiches Sussex im frühen 6. Jahrhundert.

## Leben
Es existieren keine zeitgenössischen Quellen zu Cissa. Die etwa 400 Jahre nach den Ereignissen verfasste Angelsächsische Chronik bezeichnet ihn als Sohn des Ælle. Inwieweit die Berichte der Chronisten der historischen Wirklichkeit entsprechen, ist kaum zu beurteilen. Einige Ortsnamen könnten zwar auf Ælles Söhne zurückzuführen sein (Cymen: Cymenesora, Wlenking: Lancing und Cissa: „Cissa's ceaster“=Chichester), doch können die Söhne auch aus den Ortsnamen extrapoliert worden sein.
Ælle soll im Jahr 477 mit seinen Söhnen Cymen, Wlenking und Cissa in drei Schiffen mit weiteren sächsischen Truppen an der Küste des nach ihnen benannten Sussex („Süd-Sachsen“) bei Cymenesora (wahrscheinlich die Halbinsel Selsey, West Sussex) gelandet sein. Sie schlugen die ansässigen Romano-Briten in einer Schlacht und verfolgten sie bis in den Wald Andredesleage bei Pevensey. Archäologische Funde weisen germanische Siedlungsspuren bei Brighton zwischen den Flüssen Ouse und Cuckmere bereits aus etwas früherer Zeit nach. Die Stadt Andredes ceaster (Kastell Anderitum, heute Pevensey) wurde 491 von den Angelsachsen unter ihren Anführern Ælle und Cissa belagert und gestürmt. Die Verteidiger wurden ausnahmslos niedergemetzelt. Damit war vermutlich die letzte Befestigung des Litus Saxonicum in sächsische Hand gefallen. Schließlich wurde Ælle im Süden des englischen Gebietes das imperium (Oberherrschaft) zuerkannt, wenn diese Vormachtstellung auch nur von begrenzter Dauer war. Die germanischen Siedler oder zumindest ihre Kultur verbreitete sich dem archäologischen Befund nach schnell in ganz Sussex. Siedlungsschwerpunkte waren die Küstenebene und die Flusstäler in den South Downs, während der im Nordosten gelegene bewaldete Weald weitgehend unbesiedelt blieb.
Henry of Huntingdon, ein Chronist des 12. Jahrhunderts, notierte, dass Ælle „um diese Zeit“ (um 514) starb und sein Sohn Cissa und dessen Nachkommen Könige waren, deren Einfluss jedoch immer geringer wurde. Diese Aussagen zur Thronfolge gelten jedoch als ungesichert. Auch Roger von Wendover schrieb im 13. Jahrhundert in seinen Flores Historiarum, dass Ælle im Jahr 514 starb und sein Sohn Cissa ihm auf dem Thron folgte. Cissa soll im Jahr 590 gestorben sein, was mit seiner Landung in England im Jahr 477 nicht zu vereinbaren ist.